# Премія пам'яті Роберта Оппенгеймера

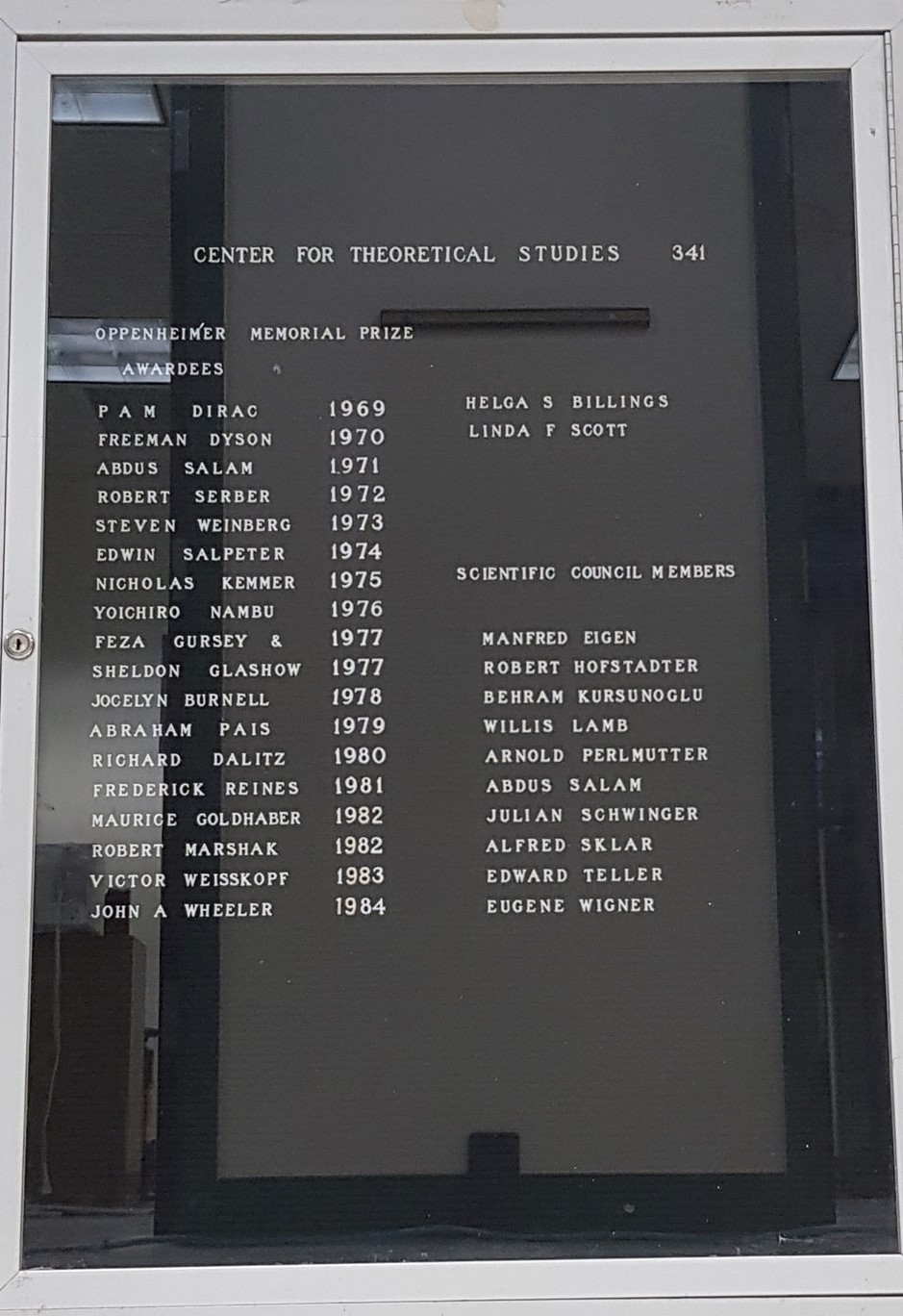
Список отримувачів, Департамент фізики, Університет Маямі

Меморіальна премія та медаль Роберта Оппенгеймера (англ. Robert Oppenheimer Memorial Prize and Medal) — наукова нагорода, яку Центр теоретичних досліджень Університету Маямі присуджував з 1969 по 1984 рік. Нагорода була заснована в пам'ять про американського фізика Роберта Оппенгеймера. Вона складалася з медалі, сертифіката та фінансової нагороди в розмірі 1000 доларів США. Її присуджували за «видатний внесок у теоретичні природничі науки […] протягом попереднього десятиліття».

## Лауреати
- 1969 — Поль Дірак[1][2]
- 1970 — Фрімен Дайсон[1][3]
- 1971 — Абдус Салам[1][4]
- 1972 — Роберт Сербер[1][5]
- 1973 — Стівен Вайнберг[1][6]
- 1974 — Едвін Солпітер[1][7]
- 1975 — Ніколас Кеммер[en][1][8]
- 1976 — Йоїтіро Намбу[1][9]
- 1977 — Феза Герсі[en] та Шелдон Ґлешоу[1][10]
- 1978 — Джоселін Белл Бернелл[1][11]
- 1979 — Абрахам Пайс[1][12]
- 1980 — Річард Далітц[en][1][13]
- 1981 — Фредерік Райнес[14]
- 1982 — Моріс Ґолдгабер і Роберт Маршак[en][15]
- 1983 — Віктор Вайскопф[16]
- 1984 — Джон Арчибальд Вілер[17]